# 3月16日
3月16日（さんがつじゅうろくにち）は、グレゴリオ暦で年始から75日目（閏年では76日目）にあたり、年末まであと290日ある。

## できごと

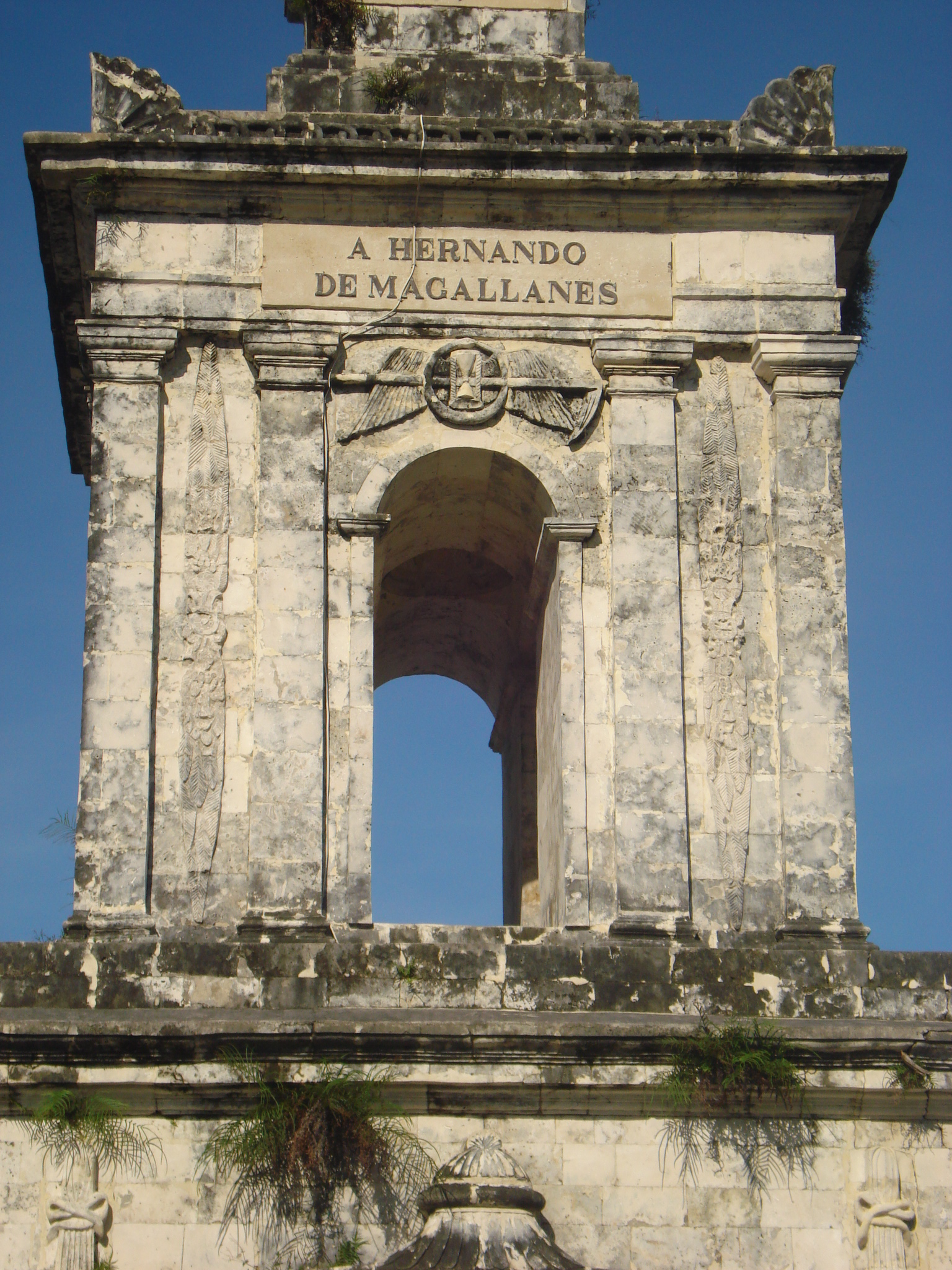
フェルディナンド・マゼラン、フィリピンに到達(1521)。画像はフィリピンにあるモニュメント。

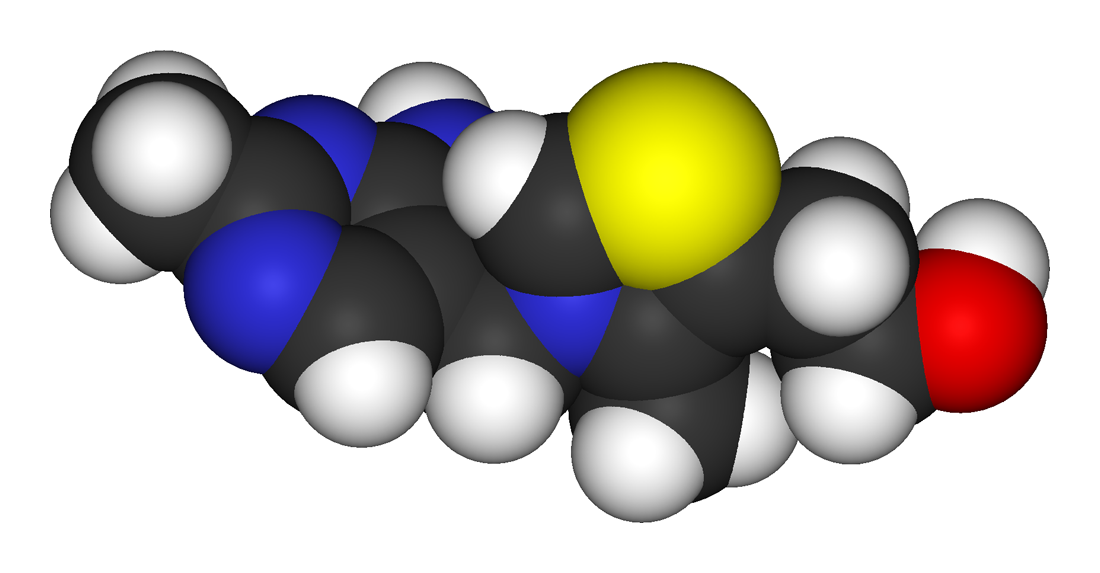
鈴木梅太郎、ビタミンB1の抽出に成功(1910)。

ロバート・ゴダード、液体燃料を用いたロケットを発射(1926)。

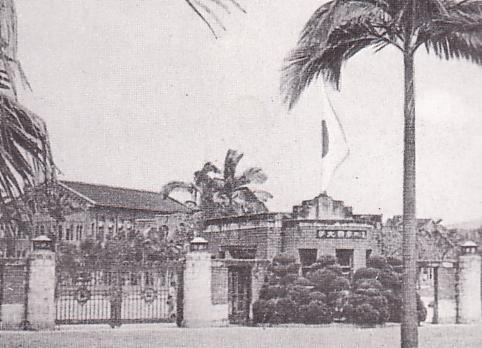
日本領時代の台湾に台北帝国大学設置(1928)。

- 紀元前597年 - 新バビロニア王国がエルサレムを征服、エホヤキンに代えてゼデキヤを王に。（バビロン捕囚）
- 37年 - カリグラがローマ皇帝に即位。
- 729年（神亀6年2月12日） - 長屋王が謀叛の疑いで邸宅を包囲され自害。
- 1214年（建保2年2月4日） - 日本臨済宗の開祖栄西禅師が、源実朝に「茶徳の誉むる所の書」（『喫茶養生記』とされる）を献上[1]。
- 1521年 - フェルディナンド・マゼランがフィリピンに到達。
- 1660年 - イングランドで長期議会が解散。4月25日に仮議会が開会。
- 1684年（貞享元年2月1日） - 浄瑠璃の竹本義太夫らが道頓堀に竹本座を開設する。
- 1754年 - ニューカッスル公トマス・ペラム＝ホールズがイギリスの第4代首相に就任。
- 1781年 - アメリカ独立戦争: ヘンリー岬の海戦が行われる。
- 1792年 - グスタフ3世暗殺事件（英語版）: スウェーデン王グスタフ3世が銃撃される。3月29日に死亡。
- 1815年 - ウィレム1世がネーデルラント連合王国（オランダ）の初代国王に即位。
- 1872年 - 世界で最も古いサッカー大会・FAカップの第1回大会（英語版）の決勝戦が行われ、ワンダラーズFCが優勝。
- 1885年 - 『時事新報』の社説として福沢諭吉の脱亜論が掲載される[2]。
- 1900年 - アーサー・エヴァンズがクレタ島のクノッソス遺跡を発掘。
- 1910年 - 鈴木梅太郎がビタミンB1（オリザニン）の抽出に成功。
- 1921年 - 英ソ通商協定締結。ソ連が英国との通商関係を開く[3]。
- 1926年 - マサチューセッツ州でロバート・ゴダードが液体燃料を初めて用いたロケットを発射。
- 1928年 - キリンレモンの販売が開始。
- 1928年 - 日本統治下の台北に台北帝国大学が設置される。
- 1940年 - 和歌山中学漕艇部遭難事故。
- 1934年 - 瀬戸内海・雲仙（現 雲仙天草）・霧島（霧島屋久）の各国立公園が日本初の国立公園に指定。
- 1935年 - アドルフ・ヒトラーが、ドイツがヴェルサイユ条約を破棄し、再軍備すると宣言。（ドイツ再軍備宣言）
- 1938年 - 衆議院本会議の国家総動員法案賛成演説で社会大衆党議員の西尾末広が「スターリンの如く大胆に」と発言。他党から問題視され、議員除名が決議される。
- 1946年 - 片岡仁左衛門一家殺害事件。
- 1950年 - 徳田要請問題で、日本共産党書記長である徳田球一が衆議院の証人喚問を受ける。
- 1952年 - 有楽町に日劇ミュージックホールが開場。
- 1960年 - ラジオ山形が社名を『山形放送（YBC）』に変更。
- 1960年 - 全日空小牧空港衝突事故。
- 1962年 - 新潟県栃尾市新山で雪崩を伴う地すべりが発生。住宅2棟が全壊して6人が死亡[4]。
- 1963年 - 新潟県能生町小泊（現：糸魚川市能生小泊）で大規模な地すべりが発生（小泊地すべり）。死傷者25人。
- 1965年 - アメリカの平和運動家アリス・ハーズがベトナム戦争に抗議して焼身自殺を図る。
- 1966年 - アメリカ合衆国のジェミニ シリーズ6番目の有人地球周回宇宙船「ジェミニ8号」が打ち上げられ、同日、史上初の宇宙ドッキングに成功[5]。
- 1968年 - ベトナム戦争、アメリカ軍によるミ・ライ村（ソンミ村）虐殺事件が起きる。
- 1969年 - ビアサ742便墜落事故: ビアサ742便がベネズエラ・マラカイボに墜落、155人が死亡。
- 1970年 - 旅券の発行にコンピューターを導入。申請から発行までの期間が約2週間に短縮[6]。
- 1976年 - イギリスの首相ハロルド・ウィルソンが病気により辞任。
- 1978年 - イタリアの元首相アルド・モーロが極左テロ組織「赤い旅団」により誘拐。後に殺害される。
- 1978年 - フランス・ブルターニュ半島沖で大型タンカー「アモコ・カディズ」が座礁し、史上最大の海洋汚染事故となる。
- 1980年 - 都営地下鉄新宿線・新宿駅 - 岩本町駅が延伸開業し、京王線と相互直通運転を開始。
- 1983年 - 千葉県佐倉市に国立歴史民俗博物館が開館。
- 1986年 - スイスで国連加盟を問う国民投票が行われ、76.6%の反対により否決。
- 1988年 - イラン・コントラ事件で、オリバー・ノース中佐とジョン・ポインデクスター海軍中将が告発される。
- 1988年 - ハラブジャ事件：イラクのサダム・フセイン政権がクルド人の住むハラブジャを毒ガス・神経ガスで攻撃し、約5,000人を殺害[7]。
- 2002年 - フランス マルヌ・ラ・ヴァレにディズニーランド・パリに次ぐ2つ目のテーマパーク、ウォルト・ディズニー・スタジオ・パークが開園。
- 2003年 - イラク戦争開戦前に世界規模の抗議行動が行われる。
- 2006年 - 北九州空港開港。
- 2012年 - NHKで半世紀にわたり放送されたテレビドラマ『中学生日記』が最終回を迎える。
- 2013年 - 東急東横線渋谷駅地下化[8]。みなとみらい線 - 東武東上線・西武池袋線の相互直通運転開始[9]。同時に東京メトロ日比谷線との相互直通運転廃止。
- 2019年 - JR西日本近畿エリアのおおさか東線の新大阪駅 - 放出駅間が延伸開業[10]。
- 2022年 - 福島県沖地震 (2022年) 発生。宮城県と福島県で震度6強の揺れを観測し、震害もこの2県に集中した。
- 2024年 - 北陸新幹線の金沢駅 - 敦賀駅間が延伸開業[11]。これに伴い北陸本線の同区間が第3セクターに経営移管される。また、特急「サンダーバード」と「しらさぎ」の2列車が金沢駅発着から敦賀駅発着に変更され、運行区間が短縮される。(IRいしかわ鉄道が金沢駅から大聖寺駅まで延伸し、大聖寺駅から敦賀駅の区間を新たに運行を開始するハピラインふくいが経営を引き継ぐ)

## 誕生日

### 人物

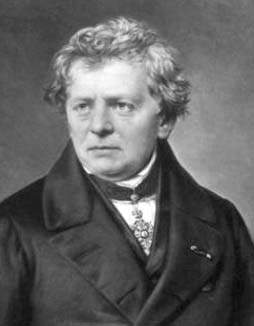
物理学者ゲオルク・オーム(1789-1854)誕生。オームの法則を再発見し抵抗の単位オームにも名を残す。

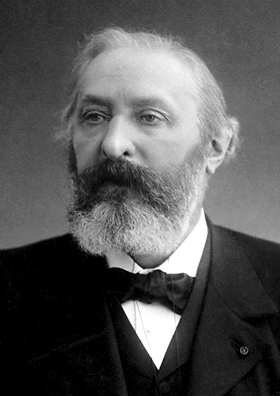
詩人シュリ・プリュドム(1839-1907)誕生。第1回のノーベル文学賞を受賞。

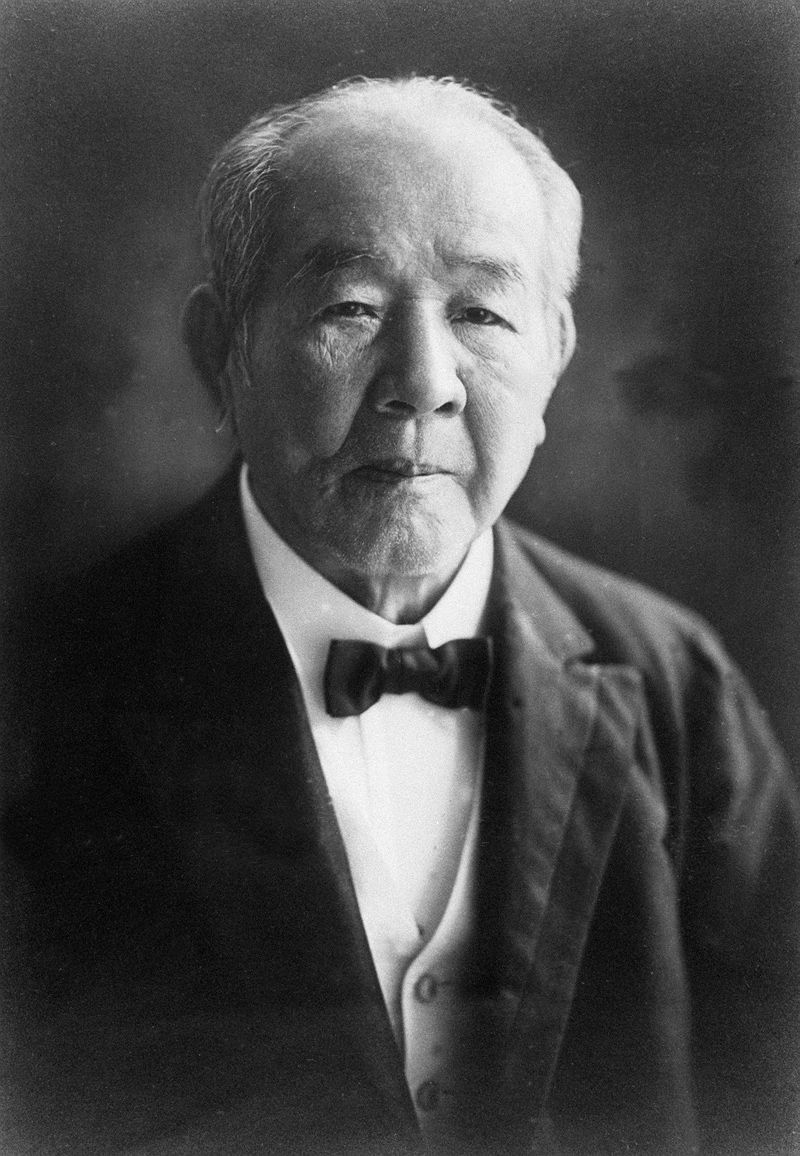
実業家渋沢栄一(1840-1931)誕生。日本の近代資本主義を先導した。

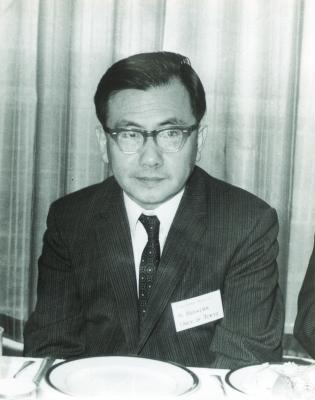
数学者小平邦彦(1915-1997)誕生。

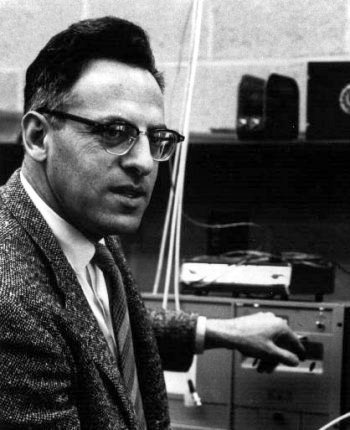
ニュートリノを検出し存在を証明した物理学者フレデリック・ライネス(1918-1998)誕生。

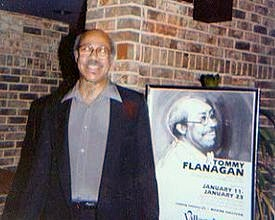
ジャズピアニスト、トミー・フラナガン(1930-2001)誕生。

- 1554年（天文23年2月13日） - 雲光院（阿茶局）、徳川家康の側室（+ 1637年）
- 1590年（天正8年2月11日） - 井伊直孝、近江彦根藩第2代藩主（+ 1659年）
- 1641年（寛永18年2月5日） - 土屋政直、常陸土浦藩第2代藩主（+ 1722年）
- 1650年（慶安3年2月14日） - 藤堂高堅、伊勢久居藩第2代藩主（+ 1715年）
- 1697年（元禄10年2月24日） - 中川久忠、豊後岡藩第6代藩主（+ 1742年）
- 1722年（享保7年1月29日） - 細川興里、肥後宇土藩第4代藩主（+ 1745年）
- 1750年 - カロライン・ハーシェル、天文学者（+ 1848年）
- 1751年 - ジェームズ・マディソン、第4代アメリカ合衆国大統領（+ 1836年）
- 1766年 - ジャン＝フレデリック・ワルデック、古物研究家、地図学者、芸術家、探検家（+ 1875年）
- 1771年 - アントワーヌ＝ジャン・グロ、画家（+ 1835年）
- 1774年 - マシュー・フリンダース、航海者、海図作成者（+ 1814年）
- 1789年 - ゲオルク・オーム、物理学者（+ 1854年）
- 1800年（寛政12年2月21日） - 仁孝天皇、第120代天皇（+ 1846年）
- 1822年 - ローザ・ボヌール、画家（+ 1899年）
- 1839年 - シュリ・プリュドム、詩人（+ 1907年）
- 1840年（天保11年2月13日） - 渋沢栄一、実業家（+ 1931年）
- 1841年（天保12年閏1月24日） - 吉田稔麿、幕末の志士（+ 1864年）
- 1845年（弘化2年2月9日） - 初代梅ヶ谷藤太郎、大相撲第15代横綱（+ 1928年）
- 1846年 - ヨースタ・ミッタク＝レフラー、数学者（+ 1927年）
- 1851年 - マルティヌス・ベイエリンク、微生物学者、植物学者（+ 1931年）
- 1859年 - アレクサンドル・ポポフ、物理学者（+ 1906年）
- 1869年 - ウィリー・ブルメスター、ヴァイオリニスト（+ 1933年）
- 1878年 - レザー・シャー、イラン・パフラヴィー朝初代国王（+ 1944年）
- 1894年 - 浅田宗伯、漢方医（* 1815年）
- 1902年 - 郡祐一、政治家（+ 1983年）
- 1903年 - マイケル・マンスフィールド、政治家（+ 2001年）
- 1904年 - 小川三郎、小児科医（+ 1995年）
- 1908年 - ルネ・ドーマル、詩人、小説家、哲学者（+ 1944年）
- 1908年 - ロバート・ロッセン、映画監督、脚本家（+ 1966年）
- 1910年 - 松平国十郎、浪曲師（+ 1997年）
- 1911年 - ヨーゼフ・メンゲレ、医師、ナチス親衛隊将校（+ 1979年）
- 1911年 - 黒田了一、法学者、政治家（+ 2002年）
- 1913年 - 田中筆子、女優（+ 1981年）
- 1914年 - 嵯峨浩、満州国皇帝溥儀の弟溥傑の妻（+ 1987年）
- 1915年 - 小平邦彦、数学者（+ 1997年）
- 1915年 - 寺田透、文芸評論家（+ 1995年）
- 1918年 - フレデリック・ライネス、物理学者（+ 1998年）
- 1918年 - 小坂秀二、歯科医、アナウンサー（+ 2003年）
- 1920年 - 下条進一郎、政治家（+ 2013年）
- 1922年 - 佐川清、佐川急便株式会社創業者（+ 2002年）
- 1923年 - 鳳啓助、漫才師（+ 1994年）
- 1924年 - 石井藤吉郎、野球選手（+ 1999年）
- 1924年 - ガストン・ネサン、生物学者（+ 2018年）
- 1925年 - ルイス・ミラモンテス、化学者（+ 2004年）
- 1926年 - ジェリー・ルイス、喜劇俳優、映画監督（+ 2017年）
- 1927年 - ダニエル・パトリック・モイニハン、政治家、社会学者（+ 2003年）
- 1928年 - 初代若乃花幹士、元大相撲力士、第45代横綱、第6代日本相撲協会理事長、年寄10代二子山（+ 2010年）
- 1928年 - 三重街恒二、元俳優
- 1928年 - 大越幸夫、実業家（+ 2018年）
- 1928年 - クリスタ・ルートヴィヒ、メゾソプラノ歌手（+ 2021年）
- 1928年 - カールハインツ・ベーム、俳優（+ 2014年）
- 1930年 - 京塚昌子、女優（+ 1994年）
- 1930年 - 高橋昌也、俳優（+ 2014年）
- 1930年 - 大平修三、囲碁棋士（+ 1998年）
- 1930年 - 三木稔、作曲家（+ 2011年）
- 1930年 - トミー・フラナガン、ミュージシャン（+ 2001年）
- 1931年 - 三浦哲郎、小説家（+ 2010年）
- 1931年 - 若山三郎、小説家（+ 2009年）
- 1932年 - ドン・ブラッシンゲーム、元プロ野球選手、監督（+ 2005年）
- 1933年 - 浅利慶太、演出家（+ 2018年）
- 1934年 - ロジャー・ノリントン、指揮者（+ 2025年）
- 1935年 - 今村洋子、漫画家
- 1935年 - 尾上規喜、放送技術者、実業家
- 1936年 - テレサ・ベルガンサ、メゾソプラノ歌手
- 1937年 - エイモス・トベルスキー、心理学者（+ 1996年）
- 1937年 - デイヴィッド・デル・トレディチ、作曲家（+ 2023年）
- 1939年 - 若秩父高明、元大相撲力士、年寄14代常盤山（+ 2014年）
- 1939年 - カルロス・ビラルド、サッカー選手、指導者
- 1941年 - ベルナルド・ベルトルッチ、映画監督（+ 2018年[12]）
- 1942年 - ジィズ・ヴァン・レネップ、元レーシングドライバー
- 1944年 - 石田太郎、俳優、声優（+ 2013年）
- 1946年 - 星吉昭、ミュージシャン（姫神）（+ 2004年[13]）
- 1946年 - 斉藤昌子、声楽家、女優（+ 2023年）
- 1946年 - 上田武司、元プロ野球選手
- 1947年 - 柴田三雄、カメラマン、写真家（+ 2015年）
- 1948年 - 桜多吾作、漫画家（+ 2022年）
- 1948年 - マーガレット・ワイス、作家
- 1949年 - エリック・エストラーダ、俳優
- 1949年 - 手使海ユトロ、作曲家
- 1950年 - 佐々木譲、小説家
- 1950年 - 白鳥英美子、歌手
- 1950年 - 37代木村庄之助、大相撲行司（+ 2022年）
- 1953年 - リチャード・ストールマン、フリーソフトウェア財団設立者
- 1953年 - 堀井美晴、サッカー選手、指導者
- 1954年 - ナンシー・ウィルソン、ミュージシャン（ハート）
- 1955年 - 渡辺二郎、元プロボクサー
- 1955年 - イザベル・ユペール、女優
- 1956年 - 笙野頼子、小説家
- 1958年 - 渡辺三千彦、アナウンサー
- 1958年 - 小原忍、実業家、元アナウンサー
- 1958年 - 吉良州司、政治家
- 1959年 - イェンス・ストルテンベルグ、政治家、ノルウェー首相
- 1961年 - 蛭田達也、漫画家
- 1961年 - 大島ミチル、作曲家
- 1961年 - 市川哲史、音楽評論家
- 1961年 - 長岡成貢、作曲家
- 1962年 - 山本浩之、フリーアナウンサー
- 1962年 - 三五十五、パフォーマー、お笑いタレント、ミュージシャン（電撃ネットワーク）（+ 2015年）
- 1963年 - 能瀬慶子、歌手、女優
- 1964年 - 野々村俊恵、タレント
- 1964年 - ゴア・ヴァービンスキー、映画監督
- 1965年 - 鳥越マリ、女優
- 1965年 - マーク・カーニー、政治家、カナダ首相
- 1965年 - 南利幸、気象予報士
- 1966年 - 栗本和博、漫画家
- 1966年 - 下條ユリ、画家
- 1966年 - 中脇樹人、俳優
- 1967年 - 安芸乃島勝巳、元大相撲力士、年寄9代高田川
- 1967年 - F.King Toggy、ディスクジョッキー
- 1967年 - 小比類巻かほる、歌手
- 1967年 - ローレン・グレアム、女優
- 1968年 - 柴田佳主也、元プロ野球選手
- 1969年 - 上原みなみ、気象予報士、タレント
- 1969年 - ハロルド作石、漫画家
- 1970年 - イマクニ?、グラフィックデザイナー
- 1970年 - 里見祐輔、元プロ野球選手
- 1970年 - 神尾佑、俳優
- 1971年 - 木村多江、女優
- 1971年 - 一柳宏之、漫画家、元ゲームクリエーター
- 1971年 - 小林瑞代、漫画家
- 1971年 - 瀬口たかひろ、漫画家
- 1972年 - 大内厚雄、俳優
- 1973年 - 玉田凛映、元プロレスラー
- 1973年 - 山内泰幸、元プロ野球選手
- 1973年 - 小林正幹、元陸上競技選手
- 1975年 - 黒田百合、女優、ダンサー、演出振付家
- 1975年 - 市瀬秀和、俳優
- 1975年 - 森川次朗、俳優、ダンサー
- 1975年 - 石井康太、お笑いタレント（やるせなす）
- 1975年 - 三浦恵子、ホッケー選手
- 1975年 - シエンナ・ギロリー、女優
- 1976年 - カルロス天野、元プロレスラー
- 1976年 - 野島健児、声優
- 1976年 - 諸宸、チェス選手
- 1977年 - 柏原崇、俳優
- 1977年 - 安元洋貴、声優
- 1977年 - 山梨崇仁、政治家
- 1977年 - 音羽しのぶ、演歌歌手
- 1977年 - 三代直樹、陸上競技選手
- 1978年 - 岡田薫、女優
- 1978年 - ささきうずまき、AV監督
- 1979年 - 榎本達也、元サッカー選手
- 1979年 - Taku Goto、ミュージシャン（FREEASY BEATS）
- 1979年 - 春風亭三朝、落語家
- 1980年 - フェリペ・レジェス、バスケットボール選手
- 1981年 - 坂上庸介、シンガーソングライター（SPIRAL SPIDERS）
- 1981年 - 長野翼、元アナウンサー
- 1981年 - 矢沢心、タレント、女優
- 1981年 - カーティス・グランダーソン、元プロ野球選手
- 1982年 - ブライアン・ウィルソン、元プロ野球選手
- 1983年 - 良知真次、俳優、タレント
- 1983年 - スティーブン・ドリュー、元プロ野球選手
- 1983年 - ラスティ・ライアル、元プロ野球選手
- 1985年 - 横本卓弥、バスケットボール選手
- 1985年 - KENTA、ドラマー（SPYAIR）
- 1985年 - 果梨、元グラビアアイドル、元AV女優
- 1986年 - 髙橋大輔、フィギュアスケート選手
- 1986年 - アレクサンドラ・ダダリオ、女優
- 1988年 - 榎あづさ、声優（元LISP）
- 1988年 - ZAQ、シンガーソングライター
- 1988年 - 田中健、騎手
- 1988年 - 町田直希、騎手
- 1989年 - セオ・ウォルコット、サッカー選手
- 1989年 - 原瑞歩、ファッションモデル
- 1989年 - 工藤晴香、声優、女優
- 1990年 - 森川つくし、演歌歌手
- 1990年 - ホナタン・ウレタヴィスガジャ、サッカー選手
- 1991年 - 咲妃みゆ、元宝塚歌劇団雪組トップ娘役
- 1991年 - 磯村亮太、サッカー選手
- 1991年 - ヴォルフガング・ヴァン・ヘイレン、ミュージシャン（ヴァン・ヘイレン）
- 1991年 - コーリー・スパンジェンバーグ、プロ野球選手
- 1991年 - イ・ジナ、シンガーソングライター
- 1993年 - 大倉士門、タレント、俳優
- 1993年 - 高田憂希、声優
- 1994年 - 大槻有沙、フリーアナウンサー、美容家
- 1994年 - 高瀬飛鳥、漫画家
- 1995年 - 瑛茉ジャスミン、女優、タレント
- 1995年 - 濵口遥大、プロ野球選手
- 1995年 - 三田未稀、ハンドボール選手
- 1995年 - 瑞希、プロレスラー
- 1995年 - 坂本優太、アナウンサー、元俳優
- 1996年 - アンナ・オフチャロワ、フィギュアスケート選手
- 1996年 - 山上愛、元グラビアアイドル
- 1997年 - 森嶋優花、声優
- 1997年 - 三原大樹、俳優
- 1997年 - 町野友哉、アメリカンフットボール選手
- 1997年 - 床秦留可、プロアイスホッケー選手
- 1998年 - 北口榛花、陸上競技選手
- 1998年 - ケイト・ロータス、総合格闘家
- 1999年 - 高瀬くるみ、アイドル（BEYOOOOONDS、元とちおとめ25）
- 1999年 - ブラディミール・ゲレーロ・ジュニア、プロ野球選手
- 2000年 - ロイ、ファッションモデル、YouTuber
- 2000年 - 森マリア、女優
- 2001年 - 橋本乃依、女優
- 2002年 - 花谷麻妃、声優、歌手
- 2002年 - 栗原桜子、元VRアイドル（元えのぐ）
- 2004年 - 北川莉央、アイドル（モーニング娘。）、グラビアアイドル
- 2008年 - 谷田ラナ、タレント
- 2009年 - 榎本月海、ファッションモデル
- 生年非公表 - あかいとまと、声優
- 生年非公表 - 樋口橘、漫画家
- 生年非公表 - 和多田美咲、声優
- 生年不詳 - 園田泰隆、声優
- 生年不詳 - 高橋良吉、声優
- 生年不詳 - 岡田加奈子、声優
- 生年不詳 - 長田ノオト、漫画家
- 生年不詳 - 佐伯、漫画家
- 生年不詳 - 幻超二、漫画家
- 生年不詳 - 鬼八頭かかし、漫画家（+ 2019年）

### 人物以外（動物など）
- 1988年 - リンデンリリー、競走馬、繁殖牝馬（+ 2008年）
- 1988年 - ケイエスミラクル、競走馬（+ 1991年）
- 1997年 - タップダンスシチー、競走馬、種牡馬

## 忌日

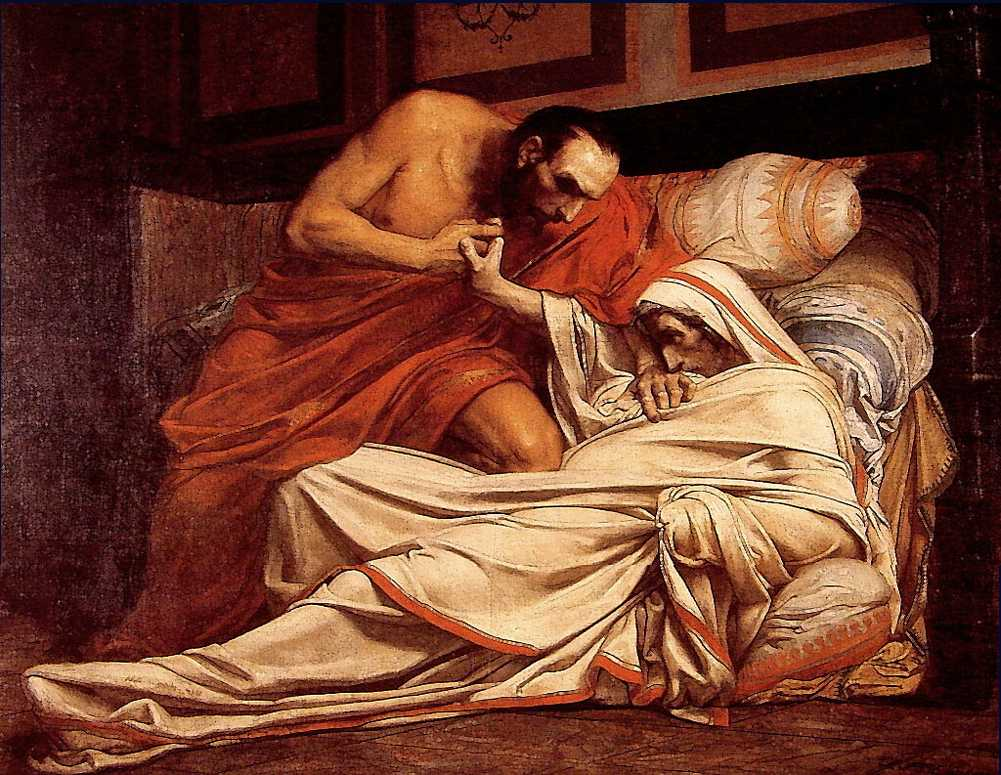
ローマ帝国第2代皇帝ティベリウス(BC42-37)病没。画像はジャン＝ポール・ローレンス『ティベリウスの死』(1864)。

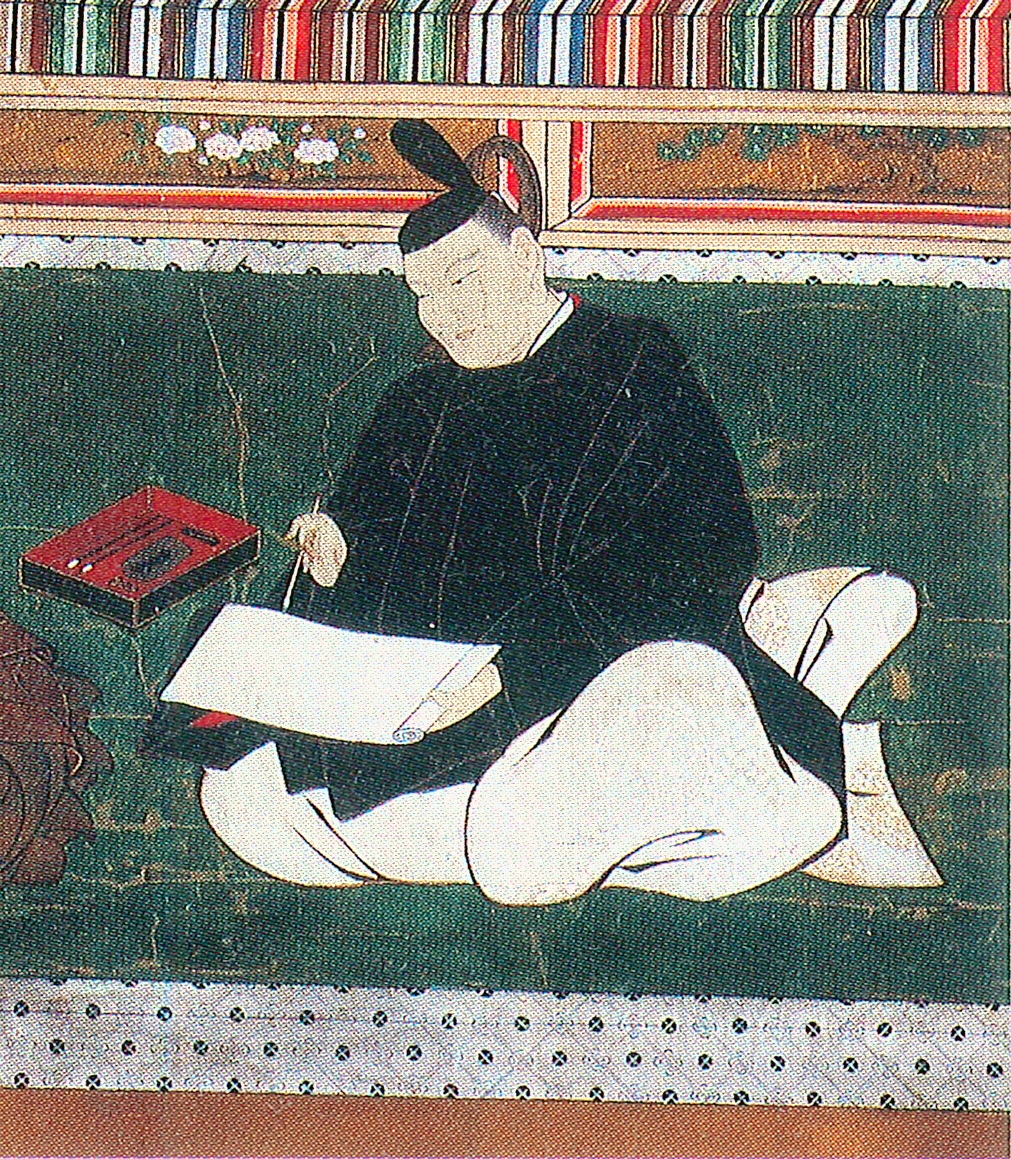
長屋王(684?-829)、長屋王の変により自害。画像は南法華寺所蔵の長屋王像。

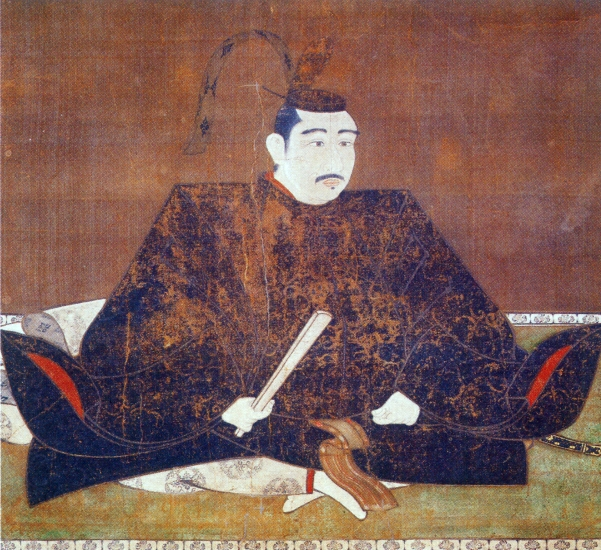
戦国武将池田輝政(1565-1613)没。画像は、鳥取県立博物館所蔵の池田輝政像。

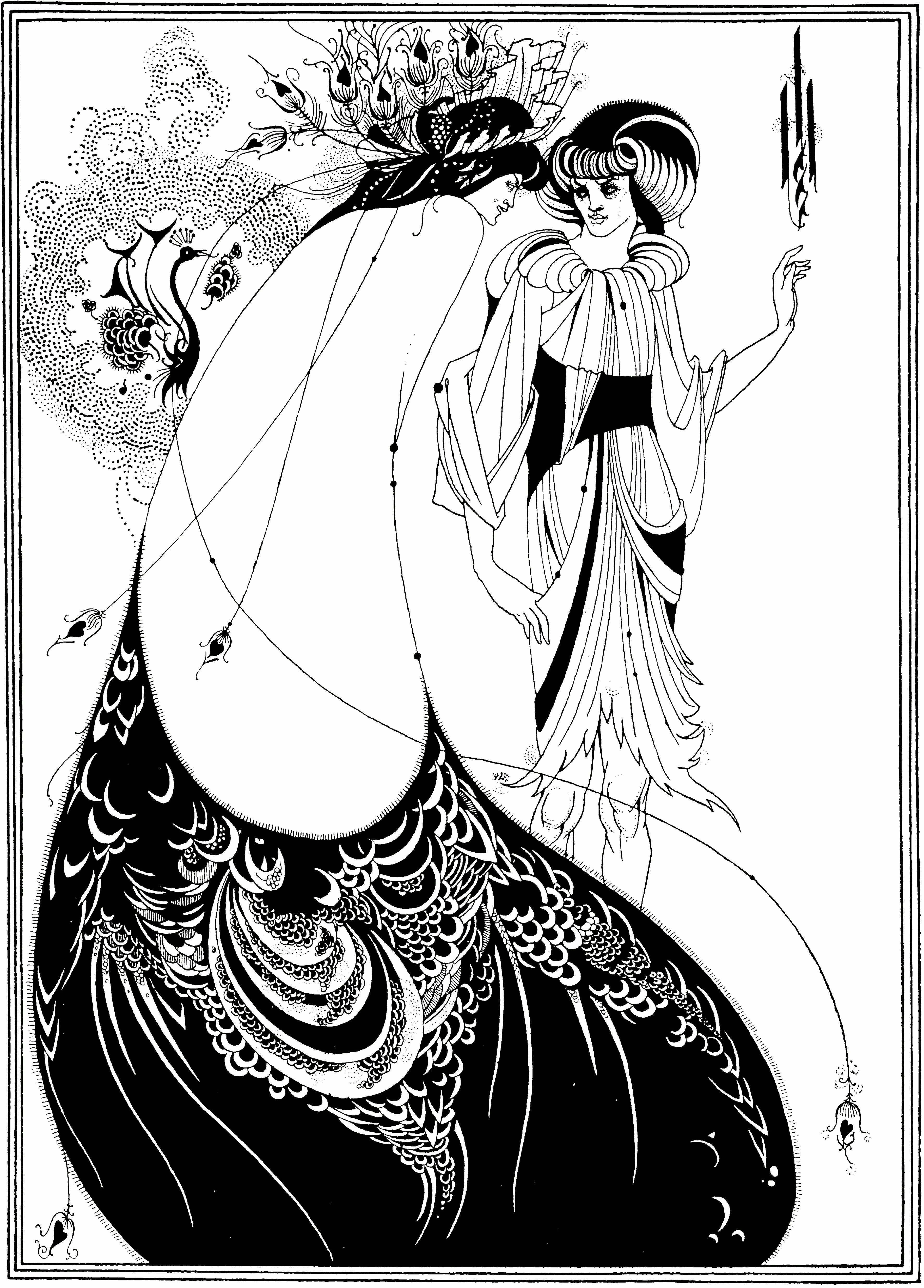
イラストレーターのオーブリー・ビアズリー(1872-1898)、25歳で夭折。画像は『サロメ』の挿絵(1894)

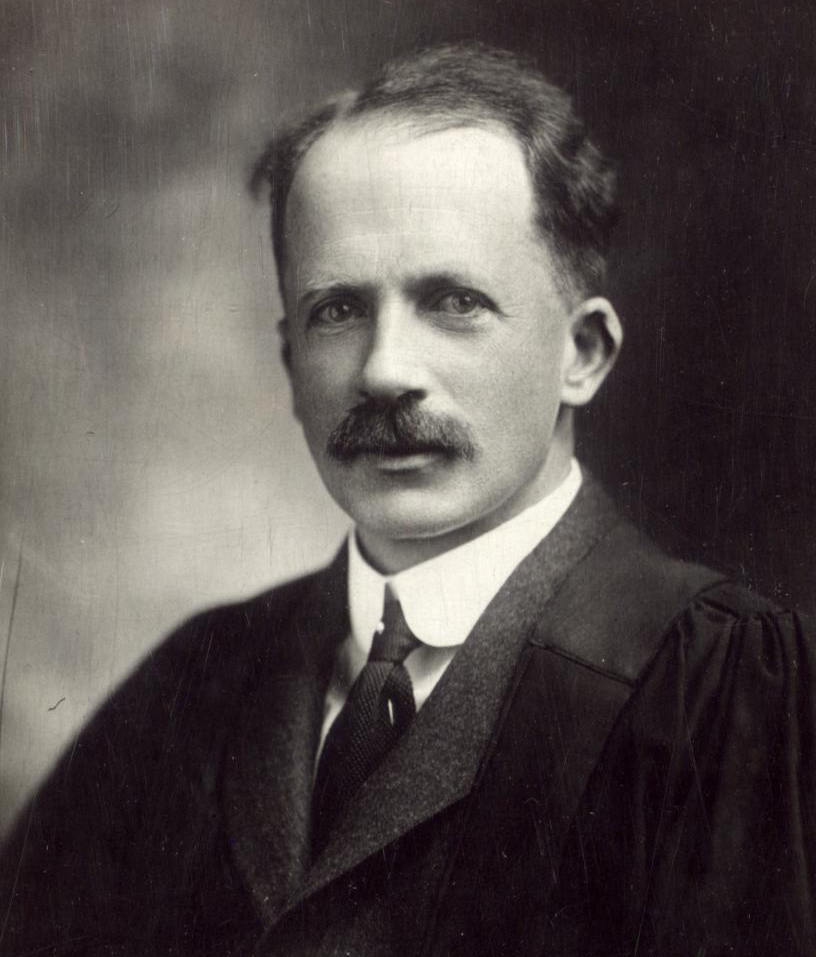
インスリンの発見者の1人、ジョン・ジェームズ・リチャード・マクラウド(1876-1935)ぼｔ

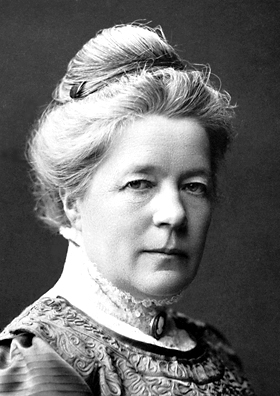
作家セルマ・ラーゲルレーブ(1858-1940)没。女性初・スウェーデン人初のノーベル文学賞受賞者（1909年）。代表作は『ニルスのふしぎな旅』(1906)。

- 37年 - ティベリウス、第2代ローマ皇帝（* 紀元前42年）
- 255年（正元2年閏1月21日） - 毌丘倹、三国時代の魏の武将（生年不詳）
- 455年 - ウァレンティニアヌス3世、ローマ皇帝（* 419年）
- 729年（天平元年2月12日） - 長屋王、奈良時代の皇族（* 676年）
- 760年（天平宝字4年2月25日） - 菩提僊那、東大寺大仏開眼法要をしたインドからの渡来僧（* 704年）
- 1410年 - ジョン・ボーフォート、初代サマセット伯（* 1371年頃）
- 1485年 - アン・ネヴィル、イングランド王リチャード3世の王妃（* 1456年）
- 1508年（永正5年2月11日） - 島津忠昌、薩摩国の戦国大名（* 1463年）
- 1544年 - ルートヴィヒ5世、プファルツ選帝侯（* 1478年）
- 1604年（慶長9年2月16日） - 菊姫、上杉景勝の正室（* 1563年）
- 1613年（慶長18年1月25日） - 池田輝政、戦国武将、初代姫路藩主（* 1565年）
- 1648年（正保5年閏1月22日） - 戸沢政盛、新庄藩主（* 1585年）
- 1731年（享保16年2月9日） - 堀田正春、山形藩主（* 1715年）
- 1736年 - ジョヴァンニ・バッティスタ・ペルゴレージ、作曲家（* 1710年）
- 1828年 - ヨハン・ゲオルク・アウグスト・ガレッティ、歴史学者、地理学者（* 1750年）
- 1839年（天保10年2月2日） - 上杉斉定、第11代米沢藩主（* 1788年）
- 1861年 - ヴィクトリア・オブ・サクス＝コバーグ＝ザールフィールド、ケント公エドワード・オーガスタスの妻（* 1786年）
- 1861年 - ジョン・スティーブンス・ヘンズロー、植物学者、地質学者（* 1796年）
- 1870年 - テオドール・エステン、作曲家（* 1813年）
- 1872年（明治5年2月8日） - 本間玄調、水戸藩の医師（* 1804年）
- 1889年 - エルンスト・テンペル、天文学者（* 1821年）
- 1894年 - 浅田宗伯、漢方医、儒学者（* 1815年）
- 1898年 - オーブリー・ビアズリー、画家（* 1872年）
- 1909年 - 桂文屋、落語家（* 1867年）
- 1914年 - ジョン・マレー、海洋学者（* 1841年）
- 1914年 - シャルル・ゴバ、政治家（* 1843年）
- 1919年 - ヤーコフ・スヴェルドロフ、ボリシェヴィキの活動家（* 1885年）
- 1930年 - プリモ・デ・リベラ、スペインの指導者（* 1870年）
- 1935年 - ジョン・ジェームズ・リチャード・マクラウド、医学者（* 1876年）
- 1936年 - 三宅秀、医学者、貴族院議員（* 1848年）
- 1938年 - エゴン・フリーデル、作家（* 1878年）
- 1940年 - セルマ・ラーゲルレーブ、小説家（* 1858年）
- 1945年 - モーリス・アルブヴァクス、社会学者（* 1877年）
- 1946年 - 片岡仁左衛門 (12代目) 、歌舞伎役者（* 1882年）
- 1951年 - 宮部金吾、植物学者（* 1860年）
- 1955年 - アロイス・フォン・リヒテンシュタイン、リヒテンシュタインの王族（* 1869年）
- 1957年 - コンスタンティン・ブランクーシ、彫刻家（* 1876年）
- 1958年 - 桂文枝 (4代目)、落語家（* 1891年）
- 1961年 - 小林橘川、政治家、ジャーナリスト、元名古屋市長（* 1882年）
- 1961年 - ヴァーツラフ・ターリヒ、指揮者（* 1883年）
- 1962年 - 吉田三郎、彫刻家（* 1889年）
- 1963年 - ウィリアム・ベヴァリッジ、経済学者（* 1879年）
- 1964年 - 太田垣士郎、実業家（* 1894年）
- 1965年 - 蔵原伸二郎、作家（* 1899年）
- 1967年 - 野口源三郎、陸上競技選手、体育学者、東京教育大学・東京高等師範学校・埼玉大学名誉教授（* 1888年）
- 1968年 - マリオ・カステルヌオーヴォ＝テデスコ、作曲家（* 1895年）
- 1968年 - 小川友三、政治家、参議院議員（* 1904年）
- 1971年 - ビーブ・ダニエルズ、女優（* 1901年）
- 1971年 - トマス・E・デューイ、政治家（* 1902年）
- 1971年 - 駒ノ里秀雄、元大相撲力士（* 1909年）
- 1972年 - パイ・トレイナー、元プロ野球選手（* 1899年）
- 1975年 - 山際正道、官僚、元日本銀行総裁（* 1901年）
- 1975年 - 小堀進、水彩画家（* 1904年）
- 1975年 - T-ボーン・ウォーカー、ブルースギタリスト（* 1910年）
- 1976年 - アーサー・ガンター、ブルースギタリスト、歌手（* 1926年）
- 1978年 - 山手樹一郎、編集者、小説家（* 1899年）
- 1979年 - ジャン・モネ、欧州石炭鉄鋼共同体最高機関委員長（* 1888年）
- 1980年 - 宮崎康平、歴史研究家、作家（* 1917年）
- 1982年 - ウォルター・レンジリー、陸上競技選手（* 1903年）
- 1982年 - 藤村有弘、コメディアン、声優、俳優（* 1934年）
- 1984年 - 山口華楊、日本画家（* 1899年）
- 1985年 - ロジャー・セッションズ、作曲家（* 1896年）
- 1985年 - エディ・ショア、アイスホッケー選手（* 1902年）
- 1985年 - ベルト・レーリンク、法律家、極東国際軍事裁判判事（* 1906年）
- 1986年 - 内藤誉三郎、政治家、文部大臣（* 1912年）
- 1990年 - 北野重雄、官僚、政治家、元群馬県知事（* 1903年）
- 1993年 - 笠智衆、俳優（* 1904年）
- 1994年 - ニコラス・フラジェロ、作曲家（* 1928年）
- 1995年 - ハインリヒ・ズーターマイスター、作曲家（* 1910年）
- 1995年 - 白地照彦[14]、政治家、元山口県玖珂郡日積村長（* 1916年）
- 1995年 - 山本富雄、政治家、元、農林水産大臣（* 1928年）
- 1997年 - 柴田實、歴史学者（* 1906年）
- 1998年 - デレック・バートン、化学者（* 1918年）
- 1999年 - 國井英吉、政治家、元士別市長（* 1917年）
- 1999年 - 瀬戸川猛資、ミステリー評論家、映画評論家（* 1948年）
- 2001年 - 大川功、CSK創業者（* 1926年）
- 2002年 - 足立原茂徳、政治家、元厚木市長（* 1921年）
- 2002年 - 永井秀明、俳優（* 1921年）
- 2003年 - 實吉純一、音響工学者（* 1907年）
- 2003年 - 高田景次、ジャーナリスト、政治家、元秋田市長（* 1916年）
- 2003年 - ローター・コッホ、オーボエ奏者（* 1935年）
- 2004年 - ヴィレム・タウスキー、指揮者（* 1910年）
- 2004年 - 橋本弘[15]、全薬工業創業者（* 1912年）
- 2004年 - 小粥正巳、大蔵事務次官、元日本政策投資銀行総裁（* 1931年）
- 2005年 - ジャスティン・ハインズ、レゲエ歌手（* 1942年）
- 2005年 - ジャン＝フランソワ・タルノフスキ、映画評論家、脚本家（* 1948年）
- 2006年 - 芹沢長介、考古学者、東北大学・東北福祉大学名誉教授。（* 1919年）
- 2006年 - 石原照夫、元プロ野球選手（* 1929年）
- 2006年 - デイヴィッド・ファインタック、SF作家（* 1944年）
- 2006年 - ポール・フラハーティ、情報工学者（* 1964年）
- 2007年 - 椎名素夫、自由連合・参議院クラブ代表（* 1930年）
- 2008年 - 波多野里望、法学者（* 1931年）
- 2009年 - ジャック・ローレンス、作詞家（* 1912年）
- 2009年 - ジョン・ニコラス・ヘンダーソン、外交官、作家（* 1919年）
- 2009年 - 村松友次、国文学者、俳人、東洋大学短期大学名誉教授（* 1921年）
- 2009年 - 小山道夫、政治家、元蓮田市長（* 1929年）
- 2009年 - ローランド・ダンテス、俳優、ボディビルダー（* 1940年）
- 2010年 - 前川八郎、元プロ野球選手（* 1912年）
- 2012年 - 吉本隆明、思想家、詩人、評論家（* 1924年）
- 2012年 - ディーター・ツェヒリン、ピアニスト（* 1926年）
- 2012年 - エスタニスラオ・バソラ、サッカー選手（* 1926年）
- 2013年 - 藤井秀夫[16]、考古学者（* 1927年）
- 2013年 - 山室一幸[17]、ジャーナリスト、「WWDジャパン」「WWDビューティ」編集長（* 1959年）
- 2013年 - ヤディエル・ペドロソ、野球選手（* 1986年）
- 2014年 - 范忠良、カトリック教会司教（* 1918年）
- 2014年 - 高橋成人、植物学者、農学博士、東北大学名誉教授（* 1923年）
- 2014年 - 藤村正哉、実業家、元三菱マテリアル社長（* 1925年）
- 2014年 - ミッチ・リー、作曲家（* 1928年）
- 2014年 - 井上博司[18]、実業家、元光洋精工会長（* 1936年）
- 2014年 - ゲイリー・ベッテンハウゼン、レーシングドライバー（* 1941年）
- 2014年 - フランク・オリバー、ラグビー選手（* 1948年）
- 2015年 - 田崎明、物理学者、筑波大学名誉教授（* 1934年）
- 2015年 - 金子國義、画家（* 1936年）
- 2015年 - アンディ・フレイザー、ソンガーライター、ベーシスト（元フリー）（* 1952年）
- 2016年 - アレクサンドル・エセーニン＝ヴォーリピン、詩人（* 1924年）
- 2016年 - 朝倉昌、生物学者、名古屋大学名誉教授（* 1927年）
- 2017年 - ジェイムズ・コットン、歌手、ハーモニカ奏者（* 1935年）
- 2018年 - 芙二三枝子[19]、舞踊家、日本へのダンス・セラピー導入者[20]（* 1923年）
- 2018年 - チャールズ・ヤノフスキー、遺伝学者、スタンフォード大学教授（* 1925年）
- 2018年 - レイモンド・ウィルソン、物理学者、望遠鏡光学設計者（* 1928年）
- 2018年 - 今永清二、東洋史学者、元県立広島女子大学学長（* 1931年）
- 2019年 - 浅井東兵衛、政治家、元一関市長（* 1927年）
- 2019年 - ディック・デイル、ロック・ギタリスト（* 1937年）
- 2019年 - モハメド・マフムード・ウルド・ルリー、軍人、政治家、元モーリタニア元首（* 1943年）
- 2019年 - アラン・クルーガー、経済学者、元大統領経済諮問委員会委員長（* 1960年）
- 2020年 - スチュアート・ホイットマン、俳優（* 1928年）
- 2020年 - 渋沢良一[21]、スポーツジャーナリスト、元日本プロ野球・セントラル・リーグ事務局長（* 1931年）
- 2020年 - 菱川章、元プロ野球選手（* 1947年）
- 2020年 - サスキア・ポスト、女優（* 1961年）
- 2021年 - 山野弥一[22]、実業家、元ダイハツディーゼル社長（* 1927年か1928年）
- 2021年 - サビーネ・シュミッツ、レーシングドライバー、テレビ番組MC（* 1969年）
- 2022年 - トニー・マルキ、元サッカー選手（* 1933年）
- 2022年 - 高橋国光、元レーシングドライバー、オートバイ評論家（* 1940年）
- 2022年 - 戸部貞信[23]、実業家、元大塚食品社長（* 1941年）
- 2022年 - 池田修、アートディレクター、BankART1929創立者（* 1957年）
- 2023年 - トニー・コー、ジャズミュージシャン（* 1934年）
- 2023年 - 豊田誠[24]、弁護士（* 1935年）
- 2023年 - 富原盛勇[25]、実業家、元琉薬社長（* 1936年か1937年）
- 2023年 - 関隆志、考古学者、大阪市立大学名誉教授（* 1939年）
- 2023年 - 小阪憲司、精神科医、医学者、横浜市立大学名誉教授（* 1939年）
- 2023年 - 丹下セツ子[26]、女剣劇役者（* 1940年）
- 2023年 - フランコ・ロテッリ、精神科医（* 1942年）
- 2024年 - デヴィッド・サイドラー、脚本家（* 1937年）
- 2024年 - ジャレッド・コーン、土木工学者、環境工学者（* 1947年）
- 2025年 - 廣石恵一、ドラマー（元杉山清貴&オメガトライブ、元クレイジーケンバンド）（* 1960年）

## 記念日・年中行事
- 国立公園指定記念日（ 日本）
1934年3月16日に内務省が、瀬戸内海・雲仙（現在の雲仙天草）・霧島（現在の霧島屋久）の3か所を国立公園に指定し、日本初の国立公園が誕生したことに由来。
- 財務の日（ 日本）
「ざ(3)い(1)む(6)」の語呂合せ。
- 十六団子（ 日本）
「神去来」という言い伝えに基づく年中行事。田植えが始まる春、山から種子を抱えて里へ下りてきた神様に16個のお団子をお供えして豊作を祈願する[27]。秋、10月16日または11月16日には、収穫を終えて山へ帰っていく神様に、同じようにお団子をお供えする。